# Comuna Kaptol, Požega-Slavonia
Kaptol este o comună în cantonul Požega-Slavonia, Croația, având o populație de 3.472 de locuitori (2011).

## Demografie
Componența etnică a comunei Kaptol
     Croați (97,24%)
     Cehi (1,84%)
     Necunoscut (0,09%)
     Neclasificat (0,72%)
Componența confesională a comunei Kaptol
     Catolici (98,53%)
     Necunoscută (0,58%)
     Alte religii (0,89%)
Conform recensământului din 2011, comuna Kaptol avea 3.472 de locuitori. Din punct de vedere etnic, majoritatea locuitorilor (97,24%) erau croați, cu o minoritate de cehi (1,84%). Apartenența etnică nu este cunoscută în cazul a 0,09% din locuitori. Din punct de vedere confesional, majoritatea locuitorilor (98,53%) erau catolici. Pentru 0,58% din locuitori nu este cunoscută apartenența confesională.